# First Under the Wire
First Under the Wire è un album del gruppo musicale australiano Little River Band, pubblicato dall'etichetta discografica Capitol nel luglio 1979.
L'album è prodotto da John Boylan e lo stesso gruppo, i cui componenti firmano interamente i brani.
Dal disco vengono tratti i singoli Lonesome Loser e Cool Change.

## Tracce

### Lato A
1. Lonesome Loser
2. The Rumour
3. By My Side
4. Cool Change
5. It's Not a Wonder

### Lato B
1. Hard Life (Prelude)
2. Hard Life
3. Middle Man
4. Man on the Run
5. Mistress of Mine